# Phyllanthus montanus
Phyllanthus montanus là một loài thực vật thuộc họ Euphorbiaceae. Đây là loài đặc hữu của Jamaica.